# كلير تشيس
كلير تشيس (بالإنجليزية: Claire Chase) هي موسيقية أمريكية، ولدت في 1978 في Leucadia, Encinitas, California ‏ في الولايات المتحدة.

## وصلات خارجية
- كلير تشيس على موقع ميوزك برينز (الإنجليزية)
- كلير تشيس على موقع أول ميوزيك (الإنجليزية)